# العلاقات اليونانية الجيبوتية
العلاقات اليونانية الجيبوتية هي العلاقات الثنائية التي تجمع بين اليونان وجيبوتي.

## مقارنة بين البلدين
هذه مقارنة عامة ومرجعية للدولتين:
| وجه المقارنة                                              | اليونان                                                                             | جيبوتي                    |
| --------------------------------------------------------- | ----------------------------------------------------------------------------------- | ------------------------- |
| المساحة (كم2)                                             | 131.96 ألف                                                                          | 23.20 ألف                 |
| عدد السكان (نسمة)                                         | 10.76 مليون                                                                         | 956.99 ألف                |
| الكثافة السكانية (ن./كم²)                                 | 81.54                                                                               | 41.25                     |
| العاصمة                                                   | أثينا، نافبليو                                                                      | جيبوتي                    |
| اللغة الرسمية                                             | لغة يونانية، اليونانية الديموطيقية ‏                                                 | لغة فرنسية، اللغة العربية |
| العملة                                                    | يورو، دراخما، فينيكس يوناني ‏                                                        | فرنك جيبوتي               |
| الناتج المحلي الإجمالي (بليون دولار)                      | 200.29 مليار                                                                        | 1.84 مليار                |
| الناتج المحلي الإجمالي (تعادل القوة الشرائية) بليون دولار | 285.45 مليار                                                                        | 3.10 مليار                |
| الناتج المحلي الإجمالي الاسمي للفرد دولار أمريكي          | 18.00 ألف                                                                           | 1.95 ألف                  |
| الناتج المحلي الإجمالي للفرد دولار أمريكي                 | 26.85 ألف                                                                           | 3.27 ألف                  |
| مؤشر التنمية البشرية                                      | 0.865                                                                               | 0.470                     |
| رمز المكالمات الدولي                                      | +30                                                                                 | +253                      |
| رمز الإنترنت                                              | .gr                                                                                 | .dj                       |
| المنطقة الزمنية                                           | توقيت شرق أوروبا، ت ع م+02:00، ت ع م+03:00، توقيت شرق أوروبا الصيفي ‏، أوروبا/أثينا ‏ | ت ع م+03:00               |

## منظمات دولية مشتركة
يشترك البلدان في عضوية مجموعة من المنظمات الدولية، منها:
| علم المنظمة | اسم المنظمة                        | تاريخ انضمام اليونان | تاريخ انضمام جيبوتي |
| ----------- | ---------------------------------- | -------------------- | ------------------- |
|             | مؤسسة التنمية الدولية              | 9 يناير 1962         | 1 أكتوبر 1980       |
|             | يونسكو                             | 4 نوفمبر 1946        | 31 أغسطس 1989       |
|             | وكالة ضمان الاستثمار متعدد الأطراف | 30 أغسطس 1993        | 12 يناير 2007       |
|             | الأمم المتحدة                      | 25 أكتوبر 1945       | 20 سبتمبر 1977      |
|             | الاتحاد البريدي العالمي            | ?                    | ?                   |
|             | البنك الدولي للإنشاء والتعمير      | 27 ديسمبر 1945       | 1 أكتوبر 1980       |
|             | الاتحاد الدولي للاتصالات           | 1866                 | 22 نوفمبر 1977      |
|             | منظمة حظر الأسلحة الكيميائية       | ?                    | ?                   |
|             | مؤسسة التمويل الدولية              | 26 سبتمبر 1957       | 1 أكتوبر 1980       |
|             | منظمة التجارة العالمية             | 1995                 | ?                   |
|             | منظمة الشرطة الجنائية الدولية      | ?                    | ?                   |

## وصلات خارجية
- موقع وزارة الخارجية اليونانية